# Olympische Sommerspiele 1964/Schießen
Bei den XVIII. Olympischen Sommerspielen 1964 in Tokio fanden sechs Wettbewerbe im Sportschießen statt. Austragungsorte waren Schießstände in den Städten Tokorozawa (Tontaubenschießen) und Asaka (übrige Disziplinen), beide in der Präfektur Saitama.

## Bilanz

### Medaillenspiegel
| Platz | Land               | Gold | Silber | Bronze | Gesamt |
| ----- | ------------------ | ---- | ------ | ------ | ------ |
| 1     | Vereinigte Staaten | 2    | 2      | 3      | 7      |
| 2     | Finnland           | 2    | –      | –      | 2      |
| 3     | Ungarn             | 1    | –      | 1      | 2      |
| 4     | Italien            | 1    | –      | –      | 1      |
| 5     | Sowjetunion        | –    | 2      | –      | 2      |
| 6     | Bulgarien          | –    | 1      | –      | 1      |
| 6     | Rumänien           | –    | 1      | –      | 1      |
| 8     | Japan              | –    | –      | 1      | 1      |
| 8     | Tschechoslowakei   | –    | –      | 1      | 1      |

### Medaillengewinner
| Konkurrenz                             | Gold             | Silber                 | Bronze              |
| -------------------------------------- | ---------------- | ---------------------- | ------------------- |
| Freies Gewehr Dreistellungskampf 300 m | Gary Anderson    | Schota Kweliaschwili   | Martin Gunnarsson   |
| Kleinkaliber Dreistellungskampf 50 m   | Lones Wigger     | Welitschko Welitschkow | László Hammerl      |
| Kleinkaliber liegend                   | László Hammerl   | Lones Wigger           | Tommy Pool          |
| Freie Pistole 50 m                     | Väinö Markkanen  | Franklin Green         | Yoshihisa Yoshikawa |
| Schnellfeuerpistole 25 m               | Pentti Linnosvuo | Ion Tripșa             | Lubomír Nácovský    |
| Tontaubenschießen (Trap)               | Ennio Mattarelli | Pāvels Seničevs        | Bill Morris         |

## Ergebnisse

### Freies Gewehr Dreistellungskampf 300 m
| Platz | Land | Sportler                 | Punkte |
| ----- | ---- | ------------------------ | ------ |
| 1     | USA  | Gary Anderson            | 1153   |
| 2     | URS  | Schota Kweliaschwili     | 1144   |
| 3     | USA  | Martin Gunnarsson        | 1136   |
| 4     | URS  | Aleksandrs Gerasimjonoks | 1135   |
| 5     | SUI  | August Hollenstein       | 1135   |
| 6     | FIN  | Esa Kervinen             | 1133   |
| 7     | SUI  | Kurt Müller              | 1131   |
| 8     | EUA  | Harry Köcher             | 1130   |
| 9     | AUT  | Hubert Hammerer          | 1125   |
|       |      |                          |        |
| 14    | EUA  | Klaus Zähringer          | 1110   |

Datum: 15. Oktober 1964 

30 Teilnehmer aus 18 Ländern

### Kleinkaliber Dreistellungskampf 50 m
| Platz | Land | Sportler               | Punkte |
| ----- | ---- | ---------------------- | ------ |
| 1     | USA  | Lones Wigger           | 1164   |
| 2     | BUL  | Welitschko Welitschkow | 1152   |
| 3     | HUN  | László Hammerl         | 1151   |
| 4     | EUA  | Harry Köcher           | 1148   |
| 5     | POL  | Jerzy Nowicki          | 1147   |
| 6     | USA  | Tommy Pool             | 1147   |
| 7     | ROM  | Ion Olărescu           | 1144   |
| 8     | SUI  | Kurt Müller            | 1143   |
|       |      |                        |        |
| 17    | SUI  | Erwin Vogt             | 1133   |
| 22    | EUA  | Klaus Zähringer        | 1131   |
| 31    | AUT  | Hubert Hammerer        | 1113   |
| 39    | LUX  | Victor Kremer          | 1099   |

Datum: 20. Oktober 1964 

53 Teilnehmer aus 33 Ländern

### Kleinkaliber liegend 50 m
| Platz | Land | Sportler        | Punkte   |
| ----- | ---- | --------------- | -------- |
| 1     | HUN  | László Hammerl  | 597 (OR) |
| 2     | USA  | Lones Wigger    | 597      |
| 3     | USA  | Tommy Pool      | 596      |
| 4     | CAN  | Gilmour Boa     | 595      |
| 5     | ROM  | Nicolae Rotaru  | 595      |
| 6     | JPN  | Akihiro Rinzaki | 594      |
| 7     | EUA  | Karl Wenk       | 594      |
| 8     | ROM  | Traian Cogut    | 593      |
|       |      |                 |          |
| 11    | SUI  | Erwin Vogt      | 592      |
| 13    | SUI  | Hans Simonet    | 591      |
| 24    | EUA  | Rudolf Bortz    | 589      |
| 28    | AUT  | Hubert Hammerer | 589      |
| 45    | LUX  | Victor Kremer   | 584      |

Datum: 16. Oktober 1964 

73 Teilnehmer aus 43 Ländern

### Freie Pistole 50 m
| Platz | Land | Sportler              | Punkte |
| ----- | ---- | --------------------- | ------ |
| 1     | FIN  | Väinö Markkanen       | 560    |
| 2     | USA  | Franklin Green        | 557    |
| 3     | JPN  | Yoshihisa Yoshikawa   | 554    |
| 4     | EUA  | Johann Garreis        | 554    |
| 5     | GBR  | Anthony Chivers       | 552    |
| 6     | PER  | Antonio Vita          | 550    |
| 7     | SWE  | Leif Larsson          | 549    |
| 8     | USA  | Thomas Smith          | 548    |
|       |      |                       |        |
| 17    | CHE  | Ludwig Hemauer        | 542    |
| 24    | CHE  | Ernst Stoll           | 539    |
| 30    | EUA  | Hans Kaupmannsennecke | 530    |

Datum: 18. Oktober 1964 

52 Teilnehmer aus 34 Ländern

### Schnellfeuerpistole
| Platz | Land | Sportler            | Punkte |
| ----- | ---- | ------------------- | ------ |
| 1     | FIN  | Pentti Linnosvuo    | 592    |
| 2     | ROM  | Ion Tripșa          | 591    |
| 3     | TCH  | Lubomír Nácovský    | 590    |
| 4     | SUI  | Hans Albrecht       | 590    |
| 5     | HUN  | Szilárd Kun         | 589    |
| 6     | ROM  | Marcel Roșca        | 588    |
| 7     | URS  | Igor Bakalow        | 588    |
| 8     | JPN  | Kanji Kubo          | 587    |
|       |      |                     |        |
| 11    | SUI  | Hansruedi Schneider | 586    |
| 13    | EUA  | Lothar Jacobi       | 585    |
| 26    | EUA  | Gerhard Feller      | 577    |

Datum: 19. Oktober 1964 

53 Teilnehmer aus 34 Ländern

### Tontaubenschießen (Trap)
| Platz | Land | Sportler            | Punkte |
| ----- | ---- | ------------------- | ------ |
| 1     | ITA  | Ennio Mattarelli    | 198    |
| 2     | URS  | Pāvels Seničevs     | 194    |
| 3     | USA  | Bill Morris         | 194    |
| 4     | ITA  | Galliano Rossini    | 194    |
| 5     | ROM  | Ion Dumitrescu      | 193    |
| 6     | CHI  | Juan Enrique Lira   | 193    |
| 7     | GBR  | John Braithwaite    | 192    |
| 8     | EUA  | Joachim Marscheider | 191    |
| 9     | AUT  | Josef Meixner       | 190    |
|       |      |                     |        |
| 14    | EUA  | Heinz Rehder        | 189    |
| 43    | AUT  | Laszlo Szapáry      | 173    |

Datum: 17. Oktober 1964 

51 Teilnehmer aus 28 Ländern